# 臺灣進口美國肉類問題
臺灣進口美國肉類問題是指中華民國進口美國牛肉及豬肉的相關問題，主要問題包括是否開放美國牛肉及豬肉殘留瘦肉精、美國牛肉是否有狂牛症疑慮等。
進口美國牛肉被中華民國政府認為是與美國重啟貿易暨投資架構協定（TIFA）與簽訂自由貿易協定、赴美免簽證、對臺軍售等加強臺美關係的重要關鍵措施。但另一方面美國牛肉曾出現狂牛症、殘留瘦肉精等問題。因此是否該比照美國、日本、韓國等國家標準，容許進口或國內生產牛肉中殘留瘦肉精，以至該不該開放進口便成了爭議性議題。這不單純僅與食品安全領域相關，也涉及臺美雙方的貿易、政治與戰略關係。

## 原因背景

### 狂牛症
2003年，美國證實出現狂牛症。

### 瘦肉精
在經過動物實驗確認萊克多巴胺在動物的代謝反應和中毒劑量後，美國食品藥品監督管理局（FDA）於1999年開始容許萊克多巴胺被添加至牛豬飼料中，用來增加牛豬瘦肉比例，但是禁止直接使用於人體。歐盟則採禁用立場。
2002年，因為發生中毒事件，中國大陸公告禁止在動物飼料中使用瘦肉精，萊克多巴胺也在禁止之列。2006年，中華民國政府公告，禁用萊克多巴胺。但是，2012年只開放牛（肌肉）殘留萊克多巴胺0.01ppm以下。
2012年7月6日，聯合國食品法典委員會（Codex）通過萊克多巴胺殘留標準草案，牛肉、豬肉的殘留量為10ppb。

## 利益關係
- 台灣的畜牧業平均一年的飼料用量達八百萬公噸，每公噸飼料所需瘦肉精約五百元，若開放使用瘦肉精，估計一年瘦肉精需求量可達四十億元新台幣。[7]
- 瘦肉精可以減少飼料使用、降低成本。[8]
- 對於瘦肉精的開放，美方給臺灣下了很大的壓力，因此臺灣的執政黨部會為了對美關係而傾向開放，但在野黨都會反對。如2007年衛生署預告殘留標準，並通報WTO，預計在國際制訂殘留標準後予以開放[9]，最後在國內豬農及健康團體強大的壓力下，不得不禁用瘦肉精[10]；時任農委會主委的蘇嘉全在事件當時雖然表示如果醫療單位證明適當使用的瘦肉精對畜牧業有幫助，那麼禁止瘦肉精就沒有道理[11]，但在野後則表示不應畏懼美方施壓。[12]
- 本案亦隱然涉及傳統上對臺灣友好的美國農業州（如由北至南的蒙大拿州、南達科他州、愛荷華州、內布拉斯加州、密蘇里州、堪薩斯州、奧克拉荷馬州、德州等）之聯邦參、眾議員及州長和州議會等政要的繼續支持：臺灣與美國重啟貿易暨投資架構協定（Trade and Investment Framework Agreement, TIFA）談判、臺灣與美國簽署自由貿易協定（Free Trade Agreement, FTA）、臺灣加入泛太平洋戰略經濟夥伴關係協議（TPP）、臺灣與美國洽談引渡協議、臺灣購買美國軍事裝備、平衡中國勢力並分散市場風險、及支持臺灣參與加入國際組織等戰略性的政治安全問題。這些促進臺灣與全球經貿流通並鞏固台美關係的目標，都有賴臺灣人及朝野政黨瞭解美國政治運作並與美國行政部門及國會兩黨保持良好互動關係。[13][14][15][16]臺灣放寬含萊克多巴胺美國豬肉及30月齡以上美國牛肉進口，半年後與美國重啟TIFA會談[17]。

## 事件始末與後續發展

### 陳水扁執政時期
在陳水扁執政時期，禁止美國牛肉進口的主要考量為狂牛症。2006年，禁用瘦肉精。2007年，陳水扁曾主張解禁萊克多巴胺，但遭到民間與國民黨的反對，因此並未實施。
2001年，政府開始審查萊克多巴胺是否適合作為飼料添加物，交由專家小組評估。至2006年宣布禁用前，曾進行5次專家小組會議，並由農委會委託學者進行動物實驗。
2003年12月，游錫堃內閣時期，因證實美國出現狂牛症病例，依據食品衛生管理法，十年內發生狂牛症的國家，牛隻頭骨、腦、眼、脊髓、絞肉、內臟及其他相關製品都不得輸台，因此台灣禁止美國牛肉進口。直到2005年4月，謝長廷擔任行政院長時，恢復進口。2005年6月，再度因狂牛症考量，禁止美牛進口。
2005年7月，長庚醫院高雄院區副院長陳順勝說，他喜歡吃牛肉，但美國出現狂牛症病例後，他改吃澳洲牛肉與台灣牛肉，「牛肉替代品多，何需冒健康風險！」
2006年1月，蘇貞昌擔任行政院長時，開放美國牛肉進口，但因狂牛症疑慮，僅限於30個月以下小牛，並禁止帶骨牛肉進口。10月，公告禁用含萊克多巴胺在內等四類瘦肉精。2007年，開始針對進口肉品，由經濟部商檢局檢查是否含有瘦肉精。8月14日，陳水扁向WTO預告，台灣政府準備解禁萊克多巴胺，並制定最大殘留標準為10ppb，但受民間團體與國民黨反對而並未實施。馬英九則是明確反對對豬肉瘦肉精解禁。
2012年6月15日，楊志良指稱扁政府於2007年私下對美國承諾只對進口美豬檢驗瘦肉精、對美牛放水；並宣稱曾見過由美方出示的扁政府公文，內文為英文，沒有任何官方簽章或註記。兩日後，行政院發言人胡幼偉出示公文，指出衛生署在扁政府時期確實曾行文商檢局，只針對豬肉及內臟檢查瘦肉精，不列入牛肉檢查項目。民主進步黨發言人林俊憲表示，民進黨執政時期對美國牛肉的開放與禁止都是因為狂牛症，對瘦肉精的立場一貫，從來沒有開放過含瘦肉精的肉類進口，也曾2006年公告禁用瘦肉精。

### 馬英九執政時期

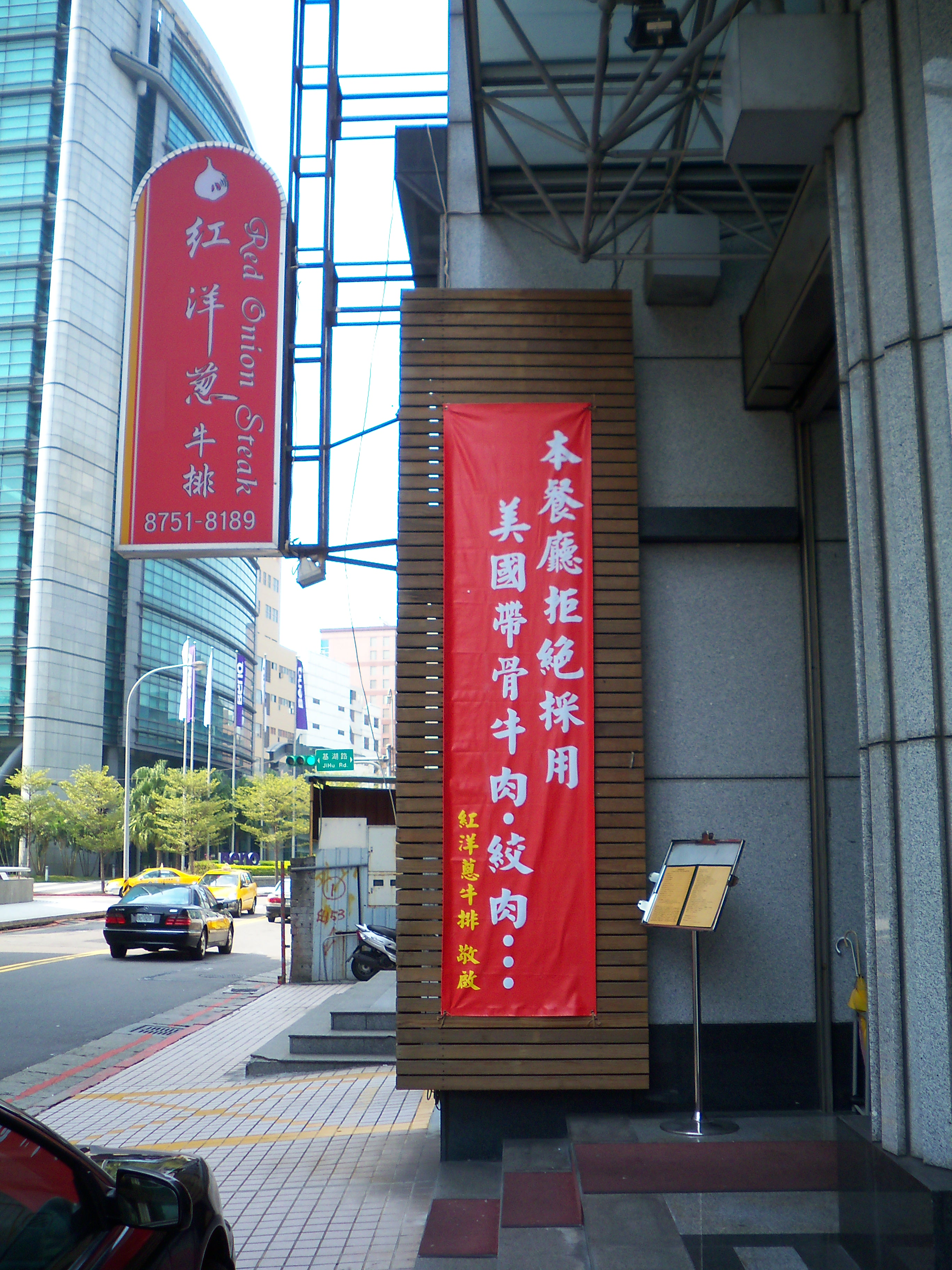
2009年表態拒用美牛的牛排館。

2009年，台灣與美國簽訂台美擴大美牛進口議定書，同意擴大美國牛肉進口，但因狂牛症疑慮造成民間反對。行政院排除內臟的輸入，爭取人民的支持。
2010年1月5日，立法院三讀通過了食品衛生管理法修正案。修正案中明文限制了六個高風險的部位不得進口，分別是美國牛的頭骨、腦、眼睛、脊髓、絞肉、內臟。並附帶通過另一項決議「嚴禁30月齡以上牛隻及相關製品進口」。而民進黨團所要求的美牛公投案則遭到否決。而此次修法難免牴觸台美牛肉議定書，當時的立法院長王金平表示，台美關係受到衝擊，立法院為確保國人安全而引起國際壓力，立法院朝野政黨及行政機關應共同面對克服。隨後，美國在臺協會台北辦事處（AIT）發表聲明指出，很遺憾立法院單方面限制美牛進口，將使台灣未來很難與美國擴展經貿關係。而原本預定恢復召開美貿易暨投資架構協定（TIFA）次長會議因而延後。而外交部發言人陳銘政則表示，雖可能短暫性影響台美經貿關係，但相信不會影響台美全面性的發展。而後於12月9日，衛生署發布台灣發現疑似新型庫賈氏症（狂牛症）死亡病例，民進黨立委管碧玲指控此案例於2009年3月就已確診，懷疑衛生署隱匿疫情，目的是為了讓美國牛肉順利進口。衛生署長楊志良反駁，前任署長葉金川忙於選舉並未交接此事。監委程仁宏對此也提出批評並進行調查。
2011年，楊志良擔任衛生署長期間，食品藥物管理局成立，進口檢查業務由商檢局移交給食品藥物管理局，因不清楚舊有做法，重新將瘦肉精列為檢查項目。
2012年，馬英九勝選連任總統，提出允許含萊克多巴胺的美國牛肉進口的政策，引起民間反彈。行政院長陳冲提出三管五卡政策，希望爭取支持。
2012年4月27日，美國境內再度發生狂牛症病例，民主進步黨、親民黨、台灣團結聯盟等3個在野黨的立法院黨團聯合提案，要求行政院將台灣境內已上架的美國牛肉下架、已在海關者予以封存、並同時暫停美牛及其產製品進口。表決時，共計有83名立委出席，42票贊成、39票反對、2票棄權，國民黨立院黨團要求重付表決，重付表決結果，共計有88名立委出席，各有44票贊成、44票反對。立法院院長王金平先宣布休息協商，朝野協商後，王金平決定投下反對票，導致全案無法通過。
2012年6月5日，立院院會朝野各黨團，均祭出「甲級動員」（甲動），民進黨、台聯黨、親民黨三黨團，在討論事項時，提出4項變更議程案均交付表決，其中，第1案，禁止美牛進口案，國民黨立委以48比43否決。值得注意的是，對進口美牛仍存疑慮的國民黨立委王惠美、楊麗環在美牛案中並未進場，後3案才進場投票。而張嘉郡、黃昭順、林國正、廖正井、翁重鈞等人，從頭到尾均未進議場投票。
2012年6月10日至15日，民進黨為堅持「零檢出」立場，占據立法院議場主席台五天四夜，以阻止國民黨在該會期立院休會前通過美牛進口案；國民黨立院黨團提議召開臨時會，只審查美牛進口案，以人數優勢通過。
2012年7月4日與5日，聯合國國際食品法典委員會將討論萊克多巴胺的殘留量議題，在野黨團（包括台聯黨、親民黨及民進黨）都認為應該等國際食品法典委員會的討論結果出爐後再討論美牛案，要求政府等待聯合國的討論結果，不需急於一時。親民黨主張應採用國際食品法典委員會制定的標準。7月2日，行政院發言人胡幼偉表示，專家早已證實在安全容許量下，萊克多巴胺不會危害人體健康，並認為國際食品法典委員會的討論是國際貿易的政治角力，質疑國際食品法典委員會制定的標準並不科學，希望在野黨不要再阻擋。農委會主委陳保基說，不管聯合國食品法典委員會（Codex）訂出瘦肉精標準為何，國民黨政府都會依原計畫推動開放含萊克多巴胺美牛進口。7月5日，國際食品法典委員會會議中缺乏共識，使美國將萊克多巴胺殘留容許量為牛肉、豬肉的殘留量10ppb的提議交付表決，表決結果為69比67票通過，但仍有半數國家反對。表決之後，民進黨仍要求政府一定要落實「牛豬分離，排除內臟」，絕對不能開放含瘦肉精的美國豬肉進口，而且此立場必須清楚載明於法條中。對此，民進黨立院黨團成員尚有不同意見。台聯黨團則堅持反對立場。馬英九總統承諾，在進口之後，只要出現一例中毒案件，將會立即停止所有美國牛肉進口。
2012年7月6日，民進黨主席蘇貞昌出席台北市黨部第十四屆評委召集人暨執行委員、評議委員就職典禮致詞時表示，民進黨作為一個民主的政黨，雖然現在沒有執政，但責任繁重，面對不斷變化的國內外局勢，民進黨還有很多事情要做，譬如昨日聯合國codex（國際食品法典）做出對於萊克多巴胺最高殘留容許量標準後，民進黨將堅持一貫立場，即「守護國民健康」、「參考國際標準」、「嚴格監督政府」及「保護畜牧產業」。
2012年7月25日，立法院臨時會召開，在野黨團雖未進行杯葛，但民進黨團發言人田秋堇委員於發言時依舊要求除了牛肉之外必須要零檢出。但最終國民黨以人數優勢進行表決，通過《食品衛生管理法》修正案以牛肉肌肉10ppb為基準，開放進口含萊克多巴胺的美牛肌肉進入台灣市場，而牛隻內臟和其他動物肉類維持零檢出，並開放國內牛隻飼料添加瘦肉精，但萊克多巴胺並未取得動物用藥許可而仍不得檢出。民進黨、台聯黨、親民黨三黨團皆投下反對票。
2012年7月28日，疾病管制局副局長周志浩證實台灣出現一例庫賈氏症案例，為成因不明的散發型。疾管局認為此案例不是因食用美國牛肉引起的新型庫賈氏病。但長庚醫院高雄院區榮譽副院長陳順勝表示，台灣近4年散發新型庫賈氏症發生率約百萬分之1.1，與1999年到2007年的百萬分之0.6以下相較，增加近1倍，不能排除與開放美牛有關。
2013年3月11日，臺灣與美方貿易談判傳出除了美牛以外美豬也可能開放進口的消息，引起民進黨抗議，表示一旦開放瘦肉精的豬肉將影響國民健康，不能開放進口，否則誓死抗拒，一定要求總統下台。
2014年1月17日，衛福部食藥署宣布，因加拿大牛肉風險同美國牛肉，隨著美國牛肉開放，春節後開放30個月齡以下加拿大帶骨牛肉。2015年2月，因加拿大牛爆發狂牛症而停止進口。2016年7月，蔡英文政府再度開放30個月齡以下加拿大牛肉進口。
2015年3月19日，立委丁守中等人提出的臨時提案，要求行政院撤銷6項牛雜放寬認定為非屬內臟之公告，因為頭骨肉、面頰肉都在牛的頭上，與高風險的頭骨相連，在機器屠宰的情況下處理牛雜時可能切到頭骨混入，因而產生食安風暴。

### 蔡英文執政時期
2020年8月28日，總統蔡英文宣布將結束14年禁止瘦肉精豬肉進口，稱參考國際食品法典委員會0.01ppm（10ppb）基準於2021年1月1日正式開放進口含萊克多巴胺的豬肉肌肉及其脂肪，以及30月齡以上的美國牛肉進口。此次同時訂定豬肝、豬腎0.04ppm的容許量，但台灣並未進口國外的豬肝、豬腎，還有其他可食用部位定為0.01ppm。對於媒體詢問與民進黨過去的主張是否有雙重標準，蔡英文稱2012年國際標準尚未出爐前確實對於含有萊克多巴胺的美牛與美豬進口有所保留，直到2012年7月國際標準出爐後，民進黨就調整立場會接受國際標準、科學證據來處理美牛及美豬問題 ，但是實際上在2013年，民進黨立法院黨團仍然要求美國牛要瘦肉精0檢出。
值得注意的是，8月13日的中央社英文版的一篇報道已經提前提到政府準備要考慮開放美牛、美豬；14日的中文版也有提到。
2020年8月29日，臺中市在市長盧秀燕主政時宣布針對臺中市販售豬肉及豬肉製品部份，依前任林佳龍市長時期2017年訂定的臺中市食品安全衛生管理自治條例要求瘦肉精零檢出，臺中市的豬肉及其製品檢出瘦肉精10ppb以下，罰3萬元到10萬元罰鍰，檢出瘦肉精10ppb以上，重罰6萬到2億元罰鍰，且得連續處罰。對此，衛福部長陳時中認為不能中央地方不一致，並指出一國多制不是好現象。行政院則表示，近日已陸續與養豬業者以及地方政府溝通，在2021年正式開放進口前，會持續溝通。
2020年10月29日，針對台北市長柯文哲質疑明年元旦起全世界含萊劑的豬肉都可進口台灣一事，衛福部長陳時中表示未來確實可依法進口他國含萊劑的豬肉。然而，豬肉涉及的食安議題除了萊劑之外還包括口蹄疫、豬瘟等問題，於此同時能進口豬肉到台灣的共13國，其中9國是歐盟國家且全面禁用萊劑，其餘像是美國、加拿大、紐西蘭、澳洲則沒有禁令，約有22%飼料添加萊劑。
2020年12月24日，民進黨在立法院以人數優勢通過包括從2021年1月1日起開放含萊克多巴胺的豬肉進口、開放30月齡以上美牛進口、相關原產地標示規定以及國內不得使用瘦肉精等九項行政命令。現行動物用藥殘留標準僅明定牛肉的萊克多巴胺殘留容許量為0.01ppm，立法院准予備查的動物用藥殘留標準修正案，除了現行的牛肉萊劑殘值，也新增豬的萊劑殘留容許量，包含肌肉及脂（含皮）為0.01ppm、肝臟為0.04ppm、腎臟為0.04ppm、其他可供食用部位則為0.01ppm。
根據食品藥物管理署邊境採檢統計，從2022年1月1日開放含萊克多巴胺豬肉進口到12月31日止，台灣所有進口豬肉、豬肝、豬腎等可食豬部位檢出萊劑為「0」。

## 各方意見

### 中華民國

#### 政界
禁止瘦肉精
- 民主進步黨主席及多名立委曾反對進口含瘦肉精的肉品[70][71]。台灣團結聯盟與親民黨立院黨團皆主張禁用瘦肉精[72][73]。
- 馬英九在當選總統前認為：「因為我們國人吃內臟的比例比美國人多，所以把關要更嚴格」[74]。

有條件支持瘦肉精
- 前駐美代表吳釗燮與民進黨前立委郭正亮均認為民進黨是曾經執政8年的大黨，應兼顧國民健康、經貿發展、台美關係等綜合立場，並建議民進黨對美牛案改採「有條件支持」，政策重點放在牛豬分離、境外檢查、強制標示、提高罰則、設立補償基金等。[75][76]
- 台灣基進在2020年8月28日發表聲明支持台美合作，指政府進口豬牛時要符合國際標準的檢驗程序，同時加強標示供台灣消費者自由選擇及將國人健康評估報告、台美關係等因素公開，讓國人了解台灣當前面臨的以及執政者決策理由。台灣基進又表示加速台美貿易協定談判有迫切之必要，並建議蔡英文政府加速處理台日自由貿易協定，讓台灣能脫離馬英九執政時期，經濟過度親中，導致遭到以商逼政的泥淖。[77]
- 2020年8月31日，時代力量於該黨立法院黨團辦公室召開「先能完善整體評估 再談開放美牛美豬」記者會，記者會中要求政府應先完善健康風險評估、備齊產業衝擊評估、完備程序實質審查、禁止美國牛豬內臟進口台灣以及明定禁止使用瘦肉精肉品的場所，充分回應國人疑慮後，並且相關行政命令至少應依法預告60天後，廣納社會各界意見，並經立法院質詢或與業者、民間團體、受影響衝擊的國人開過諮詢會議或公聽會後，再行討論是否開放美牛美豬。時代力量國會黨團總召邱顯智指國人對於開放美豬美牛仍相當有疑慮，又表示衛福部雖公佈了2018年的美國進口牛肉相關產品健康風險評估報告以及2019年的食用肉品暴露萊克多巴胺之健康風險評估等兩份報告，但時代力量黨團將上述兩份報告與同樣研究單位製作，並已公告在衛福部網站上的2013年的「食用進口牛肉及其製品暴露萊克多巴胺（Ractopamine）之健康風險評估」、2015年的「美國進口牛肉相關產品健康風險評估報告」進行交叉對比，卻看到報告中有多處相似重複。身兼時代力量黨團幹事長的王婉諭委員亦呼籲在開放之前要做過完整的評估及擬定可落實且有效的配套措施，才能確實把關國人健康。[78]

#### 專業人士
禁止瘦肉精
- 臺灣毒物專家林樑醫師生前曾表示，萊克多巴胺的殘留標準應該低於2.5ppb[b]，而且進口的每批肉品都必須附上檢驗報告、並標示瘦肉精殘餘量（當然禁止瘦肉精肉品進口更好）；因為目前的殘留標準沒有考慮高風險族群的代謝能力，如嬰幼兒、胎兒、肝病腎病患者。如果無法禁用或採取2.5ppb標準，則呼籲全民拒吃美國牛肉。[79]
- 國立臺灣大學公共衛生學院詹長權教授及吳焜裕副教授，2012年3月10日除了以風險評估專業剖析萊克多巴胺的科學爭議，也從公共衛生及國際談判（英语：Negotiation）角度出發，質疑牛、豬分離的管制政策非但難行，還恐讓臺灣陷入仲裁和談判的不利處境。詹長權解釋，萊克多巴胺透過新陳代謝產生藥效，其機制就和腎上腺素一樣，會作用於心臟，使心跳加速、輸出血量加大、刺激末梢神經，一旦停用，將前功盡棄。因此牛豬在屠宰前，必須持續投藥數十天，甚至屠宰當日也得投藥後再宰殺。如此，動物將可增加大約10%的瘦肉。相關代價，在行為上，動物會不自主地亢奮、焦躁、過動、甚至出現攻擊性，然而工業化畜牧環境將動物限制在狹小的圈欄之中，無處施展筋骨的動物便容易沮喪不安。而生理上，由於肌肉以非自然的速度快速成長，骨頭的生長速度無法跟上，便較容易發生體重過重、骨折、跌倒、不良於行的狀況。2011年10月發表的美國愛荷華大學實驗研究還發現，有些使用瘦肉精的灰狗會因心臟肌肉發育失衡，心跳速度過快，導致心肌壞死而死亡。[80]

#### 其他
禁止瘦肉精
- 2007年8月29日，彰化縣養豬協會反對開放瘦肉精，認為政府應減少美國豬肉進口。[81]
- 2007年9月2日，公共電視文化事業基金會新聞雜誌節目《獨立特派員》播出的專題〈豬事不順〉指出，瘦肉精問題所牽涉到的，不僅是健康問題，還有經貿問題與政治問題。[82]
- 2020年8月29日，校園午餐搞非基共同發起人黃佳琳表示：「政府說，未來瘦肉精美豬不會進入學校午餐裡，學校午餐採用國產肉品。但因餐費太低，現在都做不到。政府該說明，未來如何把關？」[83]

- 2020年11月22日，數十團體舉行秋鬥大遊行，抗議蔡英文政府放寬從美國進口含瘦肉精的豬肉。參加秋鬥的遊行人士高叫「反毒豬、反雙標、反黨國」口號，要求蔡英文政府撤回進口含瘦肉精豬肉的決定。[84]
- 2020年12月21日，白米炸彈客楊儒門、精神科醫師蘇偉碩、台灣民間反瘦肉精毒豬聯盟赴美國在台協會台北辦事處，反對美國強迫台灣進口含瘦肉精豬肉。楊儒門直言，反萊豬不等於反美，美國強迫台灣進口萊豬的行為才是真正破壞台美關係。美國在台協會無人出面回應[85][86]。

### 美國
- 美國政府：支持禁用沙丁胺醇和克倫特羅等的瘦肉精，但認為至今的科學研究，包括日本、歐盟和加拿大等均判定不超過美國殘留標準的微量萊克多巴胺是安全的，因此美國認為禁止含有萊克多巴胺殘留的肉品進口不符合科學證據，是臺灣故意架起貿易壁壘的做法。美方還認為台灣本身也允許在自產家畜上使用100多種化學品及添加物並制訂了殘留標準，使用在蔬果上的更多，因此問題在於台灣為何僅僅禁止萊克多巴胺（ractopamine）[87][88]。
- 小布希總統時的國家安全會議亞洲事務資深主任、戰略與國際研究中心的日本研究部門主任麥克葛林（Michael Green）說：民進黨當政時主張強化台美經貿關係，免得台灣過於倚賴大陸，既然這樣，台灣就必須妥善處理美牛議題，才符合台灣的經貿與安全利益。他說，希望美牛議題不要失控，不要壓過了安全議題，希望台美能早日就這個議題達成協議。台美雙方都應更有野心，恢復TIFA協商，才能推動美台自由貿易協定（FTA）、甚至台灣加入跨太平洋戰略經濟夥伴關係協議（TPP），這些無法在一夜之間啟動，雙方必須在TIFA架構下建立穩定的經濟合作與交流進度，牛肉問題需盡速排除。他說，政治領袖不僅是為了達到民調數字標準和回應民眾訴求，有時還得引導民意趨向，解釋為何某些政策非行不可、以及如何保障社會利益。[89]
- 前美國在台協會台北辦事處處長包道格表示，他注意到馬英九政府正以科學、謹慎的態度處理美牛議題，這需要時間。包道格說，操之過急會造成反效果；過去他在台灣服務的時候，美國在牛肉議題上曾經犯錯，造成各界困擾，美國要反省、必須避免重蹈覆轍。
- 2012年6月，美國在台協會台北辦事處處長司徒文在卸任前於台北市美國商會的演講中表示，美牛爭議是台灣實施貿易保護的具體象徵；如果台灣政府禁止美牛進口，台灣就很難與美國重啟台美FTA談判，更別說台灣未來要加入TPP[90]。2014年1月9日，台北市美國商會發布「2014商業景氣調查」，台北市美國商會執行長吳王小珍表示，美國商會仍在持續觀察民進黨；她說，美國商會曾經與民進黨進行多次會議，但目前在兩岸服務貿易協議與美國牛肉進口等議題的討論過程中，民進黨都出現許多立場反覆的情況[91]。
- 美國共和黨籍愛荷華州參議員葛雷斯利在2012年6月27日表示，在台灣總統大選前，駐美代表袁健生曾向美方承諾將在選後開放美國牛肉進口，他希望馬英九能實現承諾。但是袁健生否認這項報導，說明他是在選後才與美方會面，只說行政院會盡快處理，但沒有承諾[92]。外交部也發表聲明，否認此事。

### 中華人民共和國
- 國臺辦發言人朱凤莲於2020年12月30日表示，民进党在野時强烈反对进口莱牛，而在執政之后却开放进口莱猪，说明民进党只关注一党之私，并不真正关心台湾民众的切身利益。[93]2021年1月27日，國台辦發言人朱鳳蓮重申，中國大陸一向禁止在动物养殖的过程中使用莱克多巴胺，嚴禁進口含有萊克多巴胺的肉類產品輸入，並宣布嚴禁台灣生產的或經台灣轉運的肉類產品輸入中國大陸[94][95]。

## 外部連結
- 萊克多巴胺資訊專區 - 行政院農業委員會
- 美豬美牛進口議題專區 (農委會) （页面存档备份，存于）
- 市售美牛皆用瘦肉精，來台八年成長三倍！光靠揭露產地是否能抵擋美豬搶市？ | 上下游News&Market （页面存档备份，存于）